# D986 (Gard)
De D986 is een departementale weg in het Franse departement Gard. De weg verbindt de D999 met de D986 in het departement Lozère en functioneert daarmee als een achterlandverbinding tussen de Languedoc en de Cevennen.

## Routebeschrijving
Vanuit het zuiden gezien begint de weg bij Pont d'Hérault en loopt vanaf hier parallel aan de rivier Hérault door een vallei. Naar het noorden toe worden de bergen van de Cevennen aan weerszijden van de vallei steeds hoger, met pieken tot boven de 1000 meter. Men doorkruist het regiostadje Valleraugue, waarbij de D986 dwars door het stadje over een kade langs de rivier Hérault loopt. Hierna voert de weg over een lange, steile beklimming van circa 20 kilometer naar L'Espérou. Dit dorp ligt op 1250 meter boven zeeniveau en is 's winters bekend om zijn uitgebreide skimogelijkheden. Men passeert op enkele kilometers afstand de Mont Aigoual. Vervolgens daalt de weg via een opnieuw steile helling af naar Saint-Sauveur-Camprieu, alwaar de Abîme de Bramabiau pal langs de weg ligt. De weg voert nog tien kilometer door half-bebost gebied pal langs de departementsgrens en eindigt op een kruising met de D47 nabij Lanuéjols. Hierna eindigt de weg. In het departement Lozère vervolgt de D986 zijn weg richting Meyrueis en Mende. 
Een ander deel van de D986 ligt in het departement Hérault. Deze tracés maken deel uit van een interdepartementale route D986, die van Montpellier naar Mende loopt.